# Hard Evidence - Illegal Live Activities 2009
Hard Evidence - Illegal Live Activities 2009 è un album dal vivo della one man band black metal finlandese Goatmoon, pubblicato il 22 luglio 2010.

## Tracce
1. Pure Blood – 2:54
2. Blackmetal Winter – 3:34
3. Eclipsed by Ravenwings – 3:39
4. Quest for the Goat – 3:44
5. We're Ready – 2:34
6. Kunnia, Armageddon! – 3:21
7. Storming Through Whitelight I & II – 6:16
8. Blackgoatworship – 3:03
9. Quest for the Goat – 3:47
10. White Power (cover degli Skrewdriver) – 1:46

- Tracce 1-6 registrate a Lahti
- Traccia 7 registrata in Repubblica Ceca
- Traccia 8 registrata in Germania
- Traccia 9 registrata a Helsinki
- La traccia 10 non è elencata in copertina.